# Bank (Meer)
Eine Bank ist ein Meeresgebiet, das im Vergleich zur Umgebung seicht ist, wie zum Beispiel eine Sandbank oder der Gipfel eines unterseeischen Berges. Ähnlich wie ein Kontinentalhang kann der Abhang einer Bank einen Auftrieb bewirken, der zu einer nährstoffreichen Strömung führt. Aus diesem Grund gehören einige große Bänke wie die Doggerbank und die Neufundlandbank zu den reichsten Fischgründen der Erde. Im 19. Jahrhundert wurden von Navigatoren Bänke gemeldet, deren Existenz zweifelhaft ist, wie zum Beispiel das Wachusett-Riff.

## Arten
Bänke können vulkanischen Ursprungs sein oder durch Kalk- oder terrigene Sedimentablagerung entstanden sein. In tropischen Gegenden sind manche Bänke überflutete Atolle. Da sie mit keiner Landmasse zusammenhängen, können die Sedimente nicht von außen eingebracht werden.
Karbonatbänke sind Plattformen, die sich aus der Tiefsee erheben, während es sich bei terrigenen Bänken um erhöhte Sedimentablagerungen, meist auf dem Kontinentalschelf handelt. Im Gegensatz dazu sind Seeberge Gebirge vulkanischen Ursprungs, die sich aus der Tiefsee erheben und steiler, höher und viel kleiner als die Bänke sind, die durch Ablagerungen entstanden sind. Sie haben eine runde Form und liegen oft isoliert von der Landmasse in der Tiefsee. Ein Beispiel hierfür ist der Empedokles in der Straße von Sizilien. Seine höchste Erhebung liegt rund sieben bis acht Meter unter der Meeresoberfläche.

## Bedeutende Bänke
Die größten Bänke der Erde sind:
1. Neufundlandbank (280.000 km², terrigene Bank)
2. Bahama Banks (Great Bahama Bank: 95.798,12 km², Fläche ohne Inseln und Little Bahama Bank: 14.260,64 km², Fläche ohne Inseln)
3. Saya de Malha (40.808 km²: Nordbank und Südbank, 7 – 10 Meter unter Seespiegel)
4. Mascarene-Plateau (31.000 km², inklusive Inseln von 266 km²)
5. Georges Bank (28.800 km², terrigene Bank)
6. Lansdowne-Bank (21.000 km², westlich von Neukaledonien, bis 3,7 Meter unter Seespiegel)
7. Doggerbank (17.600 km², bis 13 Meter unter der Meeresoberfläche)
8. Great Chagos Bank (12.642 km², inklusive Inseln von 4,5 km²)
9. Reed Bank, Spratly-Inseln (8866 km², bis 9 Meter unter der Meeresoberfläche)
10. Caicos Bank, Caicosinseln (7680 km², inklusive Inseln von 589,5 km²)
11. Zhongsha-Inseln (6448 km², bis 9,2 Meter unter der Meeresoberfläche)
12. Cay Sal Bank (5226,73 km², inklusive Inseln von 14,87 km²)
13. Rosalind Bank (4500 km², bis 7,3 Meter unter der Meeresoberfläche)